# Tugurte (distrito)
Tugurte (em francês: Touggourt) é um distrito localizado na província de Uargla, Argélia, e cuja capital é a cidade de mesmo nome. Além do distrito de Uargla, é o menor, o distrito mais populoso e mais densamente povoado na província. A população total do distrito era de 146 108 habitantes, em 2008.

## Comunas
O distrito está dividido em quatro comunas:
- Touggourt
- Nezla
- Tebesbest
- Zaouia El Abidia